# Henri Émile Sauvage
Henri Émile Sauvage (Boulogne-sur-Mer, 22 de septiembre de 1842- Boulogne-sur-Mer, 3 de enero de 1917) fue un paleontólogo, ictiólogo y herpetólogo francés.

## Biografía científica
Se doctoró en Medicina en 1869 y a partir de 1872 fue titular de la Cátedra de Zoología en el Museo Nacional de Historia Natural de Francia. Ilustre miembro de la Sociedad Geológica de Francia, especialista en Paleontología de los peces y reptiles del Mioceno. Ostentó el cargo de Director de la estación de acuicultura de Boulogne-sur-Mer desde 1883 hasta 1896.

## Algunas publicaciones
- Sauvage, H.-E. y Dabry de Thiersant, P., 1874. «Notes sur les poissons des eaux douces de Chine». Annales des Sciences Naturelles, Paris (Zoologie et Paléontologie) (Sér. 6) 1(5): 1–18.
- Sauvage, H.E., 1875. «Notes sur les Poissons fossiles. IV. Sur le Cottus aries d’Aix-enProvence». Bulletin de la Société géologique de France (3ª série) 3: 635-637.
- Sauvage, H.-E., 1880. «Note sur quelques poissons recueillis par M. Letourneux, en Épire, à Corfou et dans le lac Maréotis». Bulletin de la Société philomathique de Paris (7ª Série) 4: 211–215.
- Sauvage, H.E., 1880. «Nouvelles recherches sur les Poissons fossiles découverts par M. Alby à Licata, en Sicile». Bibliothèque de l’École des Hautes Études, section des sciences naturelles, 20:1–50.
- Sauvage, H.-E., 1878. «Note sur quelques Cyprinidae et Cobitidae d'espèes inédites, provenant des eaux douces de la Chine». Bulletin de la Société philomathique de Paris (7ª Serie) 2:86–90.
- Sauvage, H.-E., 1893. «Description de deux espèces nouvelles de Poissons du terrain kimméridgien du Cap de la Hève». Bulletin de la Société Géologique de la Normandie, 14:3–7.

## Abreviatura (zoología)
La abreviatura Sauvage  se emplea para indicar a Henri Émile Sauvage como autoridad en la descripción y taxonomía en zoología.